# Uwarowica
Uwarowica (ros. Уваровица) – wieś w Rosji, w rejonie mieżdurieczeńskim obwodu wołogodzkiego. W 2010 r. liczyła 5 mieszkańców.